# Pan Bendito

Localización dentro del distrito de Carabanchel.

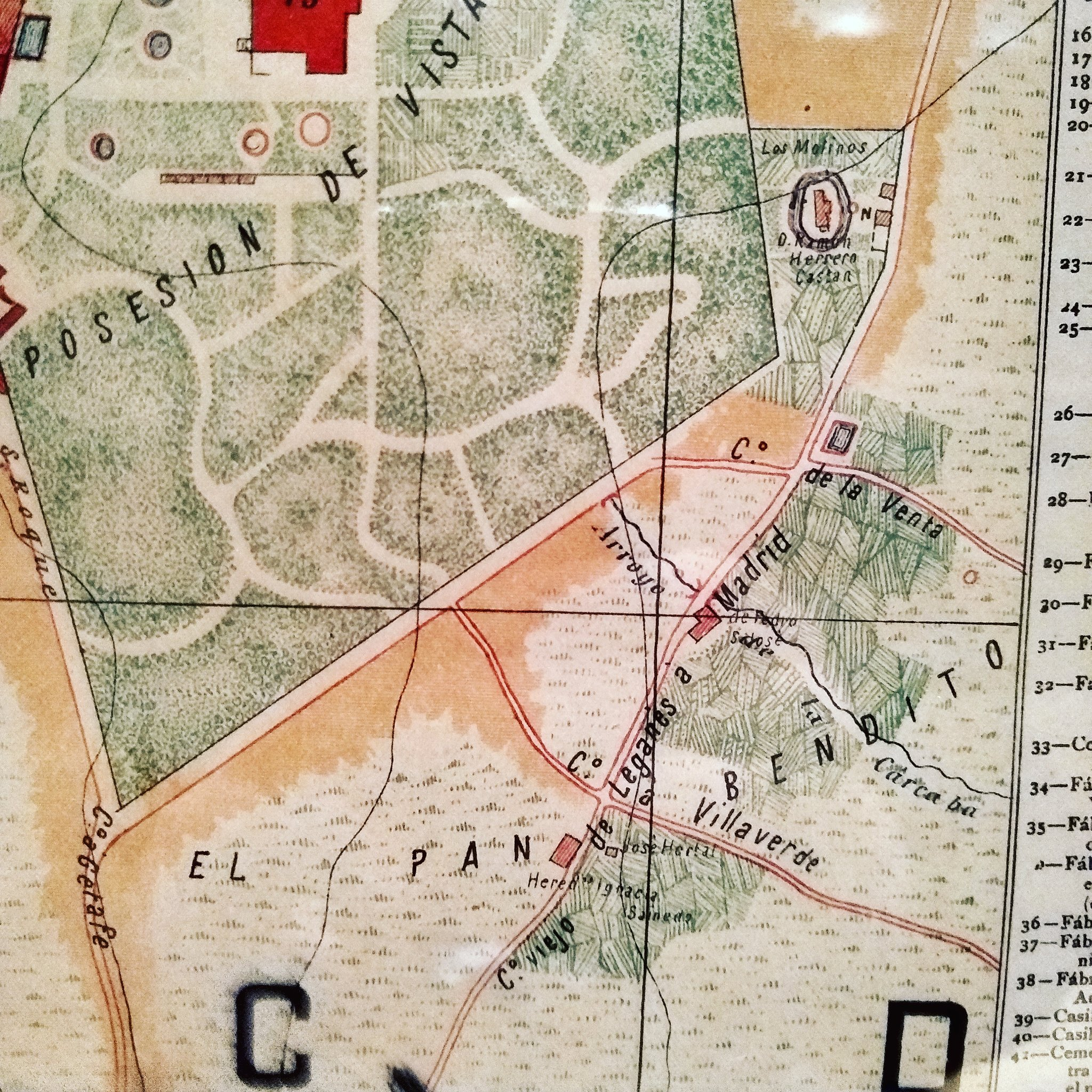
Pan Bendito mencionado en un mapa de 1905

Pan Bendito, también conocida como Colonia de Pan Bendito, es una barriada de la ciudad de Madrid. Se ubica entre los barrios oficiales de Abrantes y Puerta Bonita.

## Localización
Pan Bendito limita al norte con la calle Carcastillo, al sur con la Avenida de los Poblados, al oeste con la calle Belzunegui y al este con la Vía Lusitana.
La calle Besolla atraviesa este barrio.

## Origen
A partir de los años 50, Carabanchel recibió un intenso flujo de inmigrantes provenientes de otras regiones de España  como Andalucía, Extremadura, Castilla la Nueva o Castilla la Vieja.
Fruto de esta llegada masiva de población a las principales ciudades de España y principalmente Madrid se empezaron a generar suburbios con infravivienda y unas condiciones desfavorables.
El régimen estableció un plan de vivienda a través de la Dirección General de Regiones Devastadas o del Instituto Nacional de la Vivienda. De este modo se crearon muchas colonias y barriadas de naturaleza similar y que corregían esas carencias.
Los dos distritos de la ciudad de Madrid que estuvieron sujetos a un mayor número de actuaciones de este tipo fueron Carabanchel y Vallecas, distritos que no eran como hoy están configurados, pues en ambos casos procedían de municipios anexionados por la gran capital a partir de 1948 y segregados y troceados a partir de 1971 configurando los distritos que hoy conocemos Carabanchel, Latina y Usera por un lado y Puente de Vallecas y Villa de Vallecas por otro.
Así, y fruto de todas estas operaciones de vivienda se construyen las colonias de Vista Alegre y la Unidad Vecinal de Absorción de Pan Bendito en los años 1957 y 1963 , concebidas con carácter provisional para alojar a población obrera.

## Programa de remodelación de barrios
El Instituto Nacional de la Vivienda realizó el Programa de Remodelación de Barrios en 1980, mediante el que se realojó a las familias que vivían en estas colonias. 
El área de actuación se sitúa al norte de la avenida de los Poblados, entre la Vía Lusitana, la calle Carcastillo y la del Real Madrid. La zona de la actual colonia de Pan Bendito corresponde a dos ámbitos definidos (Torres Garrido – Pan Bendito, y Abrantes Sur).
De este modo la colonia de Pan Bendito se estructura a partir de dos ejes viarios principales, la Vía Lusitana y la avenida de los Poblados, a los que se añaden otros dos ejes de carácter distrital, la avenida de Abrantes y la calle Padre Amigó.

## Tipología de las viviendas
La trama urbana es la característica de las colonias de bloque abierto, adaptada a la topografía, formando grandes manzanas. 
No obstante, señalar que hay una elevada proporción de espacio libre peatonal. En el año 2000 se hizo una rehabilitación de toda la trama urbana y de los espacios interbloques.
Se encuentran tres clases de tipologías edificatorias construidas entre 1975 y 1990:
1.- la edificación abierta en bloques lineales de 6 a 8 plantas.
2.- las torres de 10 a 14 alturas.
3.- y los bloque lineales de doble crujía.

## Equipamientos y dotaciones
I)  Iglesia de San Benito: Entre 1963 y 1964 se construyó la iglesia de San Benito por Luis Vázquez de Castro Sarmiento. Desde el primer momento se convirtió en el corazón del barrio y, sin duda, en el germen de la transformación de ese poblado marginal con el párroco Hilario Peña y posteriormente con los párrocos Fernando Domenech, Julio Díez y Julio Yague, los salesianos y la comunidad de San Egidio.
II) Línea 11 de Metro: En 1998 fue inaugurado el primer tramo de la línea 11 "Plaza Elíptica - Pan Bendito" siendo Presidente de la Comunidad de Madrid Alberto Ruiz Gallardón y en 2007 el segundo tramo de la línea 11 "Pan Bendito - La Peseta" siendo Presidenta de la Comunidad de Madrid Esperanza Aguirre.
III) Colegio República de Colombia y colegio Eduardo Calleja: Colegios del barrio que han permitido la escolarización de todos los niños, si bien siguen teniendo alto grado de absentismo y de fracaso escolar.
 IV) Instalación Deportiva "Los Poblados": En 2005 se inauguró por el concejal de Carabanchel, Carlos Izquierdo la instalación deportiva "Los Poblados" lo que permitió la dignificación del barrio con una instalación de primer nivel, ya que poseía un buen campo de fútbol con un edificio de vestuarios y zonas estanciales, así como todo el parque que lo rodea con juegos infantiles. Fue una apuesta decidida por la normalización del barrio.
V) Parque de Pan Bendito: En 2009 se inauguró por la concejala de Medio Ambiente Ana Botella y por el concejal del distrito Carlos Izquierdo el parque de Pan Bendito sobre una zona terriza pero arbolada que no llegaba a la consideración de parque. Esta actuación era muy demandada por los vecinos pues con ella la imagen de degradación del barrio desaparecía en una gran parte. No obstante, hay que señalar que esta actuación tenía que ser objeto una segunda fase posterior y que hasta la fecha no se ha llevado a cabo.

## Calles de referencia
- Avenida de Abrantes: Atraviesa la colonia de noreste a suroeste, conectando con la avenida de Oporto y la avenida de Los Poblados

- Calle Besolla:  Atraviesa la colonia de sureste (Vía Lusitana) a noroeste (calle Carcastillo).

## Transportes
- Metro: Línea 11 Plaza Elíptica-La Fortuna.

- Autobuses: 108 (Oporto-Cementerio de Carabanchel), 118(Embajadores-Avenida de la Peseta), 47(Atocha-Carabanchel Alto) y 484 (Oporto-Leganés). También se disponen líneas cercanas en la avenida de Los Poblados y en la Vía Lusitana.

## Zonas verdes
El principal parque es el Emperatriz María de Austria, junto a la vía Lusitana y de gran extensión, y el parque de Pan Bendito junto a la Avenida de los Poblados.

## La Excepción
Este barrio se ha hecho muy famoso gracias al grupo español de rap "La Excepción", ya que suelen nombrarlo mucho en sus composiciones.
- Datos: Q6059363